# 평양 지하철도 만경대선
만경대선(萬景臺線, Mangyongdae Line)은 조선민주주의인민공화국 평양직할시 평천구역의 부흥역과 중구역의 봉화역을 잇는 평양 지하철도의 노선이다. 천리마선의 연장선 성격으로 건설되었으며, 1987년에 개통되었다.
추후 만경대까지 연장될 예정이다.

## 역 목록
| 역명                     | 접속 노선                     |
| ------------------------ | ----------------------------- |
| 부흥 (화력발전소)        |                               |
| 영광 (평양역,학생영화관) | 평의선 평부선 평남선 (평양역) |
| 봉화 (당창립사적관)      | 천리마선 (직결 운행)          |